# غروس روش (كيبك)
غروس روش (بالإنجليزية: Grosses-Roches, Quebec)‏ هي بلدية محلية في كيبيك تقع في كندا في Matane Regional County Municipality.  يقدر عدد سكانها بـ 411 نسمة ومساحتها 63.30 كم2 .